# Ghlig Ehl Beye (Hodh El Chargui)
Pour les articles homonymes, voir Ghlig Ehl Beye et Beye.
Ghlig Ehl Beye est une commune de Mauritanie située dans le département de Djiguenni de la région de Hodh El Chargui.